# Geheimrat Garbe
Geheimrat Garbe ist der Name eines Doppelschrauben-Schleppdampfers aus dem Jahr 1902. Als eines der letzten erhaltenen Exemplare seiner Art steht der Dampfer unter Denkmalschutz. Das etwa 22 Meter lange Schiff befindet sich zurzeit (2024) nicht öffentlich zugänglich als Auflieger in einer Werft am Malzer Kanal bei Malz.

## Geschichte
Gebaut wurde der Schlepper 1902 auf der Hamburger Werft J.H.N. Wichhorst mit der Fabriknummer 101 und erhielt den Namen Schönebeck. Von 1910 bis 1928 wechselte das Schiff mehrmals die Besitzer und den Namen. So hieß es Eintracht und später Forelle. Seit 1920 fuhr es auf dem Mittellandkanal im Bereich Hannover, war in Mainz stationiert und kam 1928 an die Havel bei Ketzin. 1910 erhielt das Schiff einen neuen Dampfkessel mit höherem Druck, der mehr Leistung versprach. Eine weitere Modernisierung erfolgte 1928 mit dem Einbau von Einspritzkondensatoren und den dazu gehörigen Kolbenluftpumpen zur Nutzung der Abwärme des Dampfes zwecks Brennstoffersparnis. 1941 erhielt der Schlepper zur Erhöhung seiner Zugkraft an den Propellern Kortdüsen und eine Doppelruderanlage; er war damit in der Lage, bis zu sechs vollbeladene Lastkähne mit 2.800 Tonnen zu schleppen. Er trug nun den Namen Forelle. In den 1950er Jahren wurde die Forelle zum Hilfseisbrecher aufgerüstet und erhielt dafür einen für den Zweck angepassten Bug und eine Verstärkung der Außenhaut. Im Dienst stand sie bis 1971 auf den Brandenburgischen Gewässern.
Nach ihrer Außerdienststellung diente die Forelle zunächst als Wochenendhaus, kam an einen Gastwirt, der sie als schwimmendes Restaurant nutzen wollte. Mit der Nordstern erwarb dieser ein besser erhaltenes Schiff und verschenkte 1983 den Dampfer an den Diplomingenieur Christoph Lebek unter der Bedingung, ihn auf eigene Kosten aus dem Schlamm des Emster Kanals am Netzener See bei Lehnin zu bergen. 1987 wurde das Schiff durch den Rat der Stadt Potsdam als technisches Denkmal ausgewiesen. Seit 1988 trägt es den heutigen Namen Geheimrat Garbe, benannt nach dem Ingenieur Robert Garbe, der vor allem durch seine technischen Verbesserungen, wie die Einführung des Überhitzers für preußische Dampflokomotiven, bekannt wurde. Der Rumpf des Schleppers wurde in den folgenden Jahren in Plaue restauriert und erhielt eine Schiffsklasse ohne eigenen Antrieb. Da der Schleppdampfer ein „Zeitzeuge für die wirtschaftliche Entwicklung der Mark Brandenburg ist“, die auf dem Transport von Massengütern wie Kohle, Ziegelsteinen und anderen Baustoffen beruhte, unterstützte die Deutsche Stiftung Denkmalschutz 1994 und 1997 Instandsetzungsmaßnahmen finanziell.

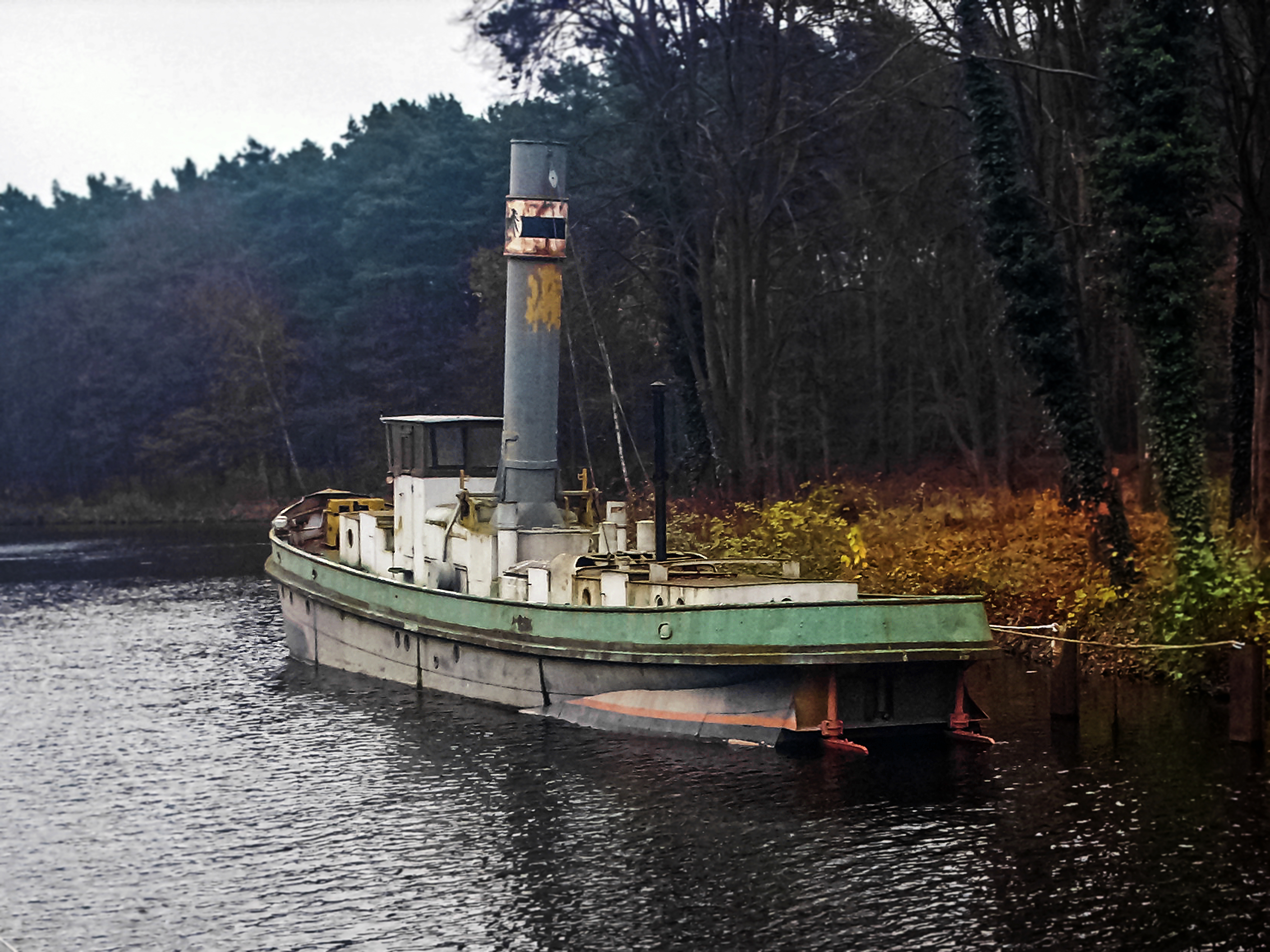
Seiten- und Heckansicht

Nach der Wende und den damit verbundenen wirtschaftlichen Umwälzungen war es finanziell nicht mehr möglich, das Schiff betriebsfähig zu machen. Versuche, Investoren für eine touristische Nutzung zu finden, schlugen fehl. Der Schlepper sollte beispielsweise mit einer starren Verbindung in der Art eines Koppelverbandes mit einem zum Hotel umgebauten Leichter Flusskreuzfahrten durchführen. Seit den 2000er Jahren dachte der Eigentümer über einen Verkauf nach.
1993 wurde das Schiff anlässlich der Potsdamer 1000-Jahr-Feier in einem Katalog abgebildet; auch in dem von der Gemeinschaft Deutscher Dampfschiffe e.V. herausgegebenen Kalender „Dampfschiffe 2004“ im Monat August gab es eine Abbildung.

## Technische Daten
Die aktuelle Länge des Schiffes wird mit 21,85 Metern angegeben, die Schiffsbreite mit 4,68 Metern und der mittlere Tiefgang mit 1,66 Metern.
Die beiden Zweizylinder-Nassdampf-Verbunddampfmaschinen brachten es auf eine Maschinenleistung von zwei mal 75 PS. Die Dampfmaschine mit dem Flammrohrkessel für die Erzeugung von 12 at von 1910 mit handbeschickter Kohlerostfeuerung stammt aus der Maschinenfabrik, Eisengießerei und Kesselschmiede Hermann Schmidt im damaligen Cüstrin.